# Enotes montrouzieri
Enotes montrouzieri là một loài bọ cánh cứng trong họ Cerambycidae.